# Scott Joplin
Scott Joplin (Texarkana, 24 de novembro de 1868 – Nova Iorque, 1 de abril de 1917) foi um compositor e pianista americano, uma das figuras mais importantes no desenvolvimento do ragtime clássico, com a possibilidade de admitir composições extensas, como óperas e sinfonias.

## Biografia
Nascido na primeira geração pós-escravidão, filho de pais pobres que chegaram a ser mendigos, Joplin foi abençoado com uma incrível capacidade de improvisar ao piano. Por volta dos vinte anos de idade, tornou-se pianista, viajando pelo centro-oeste americano. Em 1895 publicou sua primeira composição: "Please Say You Will".
Durante sua breve carreira, escreveu 44 peças. Uma de suas primeiras obras foi “Maple Leaf Rag”, que se tornou um sucesso e foi a mais influente peça de sua obra.

## Morte
Após contrair sífilis, Joplin ficou emocionalmente abalado e mentalmente afetado pela doença. Assim, passou seus últimos anos, especialmente a partir de 1915, em lenta deterioração física, sofrendo de um início de demência. O músico finalmente sucumbiu à doença em 1º de abril de 1917, aos 48 anos,  seis semanas após ter sido internado no Bellevue Hospital, em Manhattan.

## Legado
Joplin foi considerado o "Rei do Ragtime". O ragtime foi, juntamente com o blues, uma das principais influências na fase inicial do desenvolvimento do jazz.
Foi capaz de ampliar os seus talentos com a música que ouvia ao seu redor, misturando a música clássica tradicional com músicas gospel afro-americanas, músicas de plantação (cantos de trabalho dos negros das plantações de algodão, sendo consideradas a origem do blues), ritmos sincopados, blues e coros. Inventou, assim, uma nova maneira de compor.
A partitura de sua primeira ópera A Guest of Honor foi  confiscada em 1903, para pagamento de dívidas, juntamente com todos os pertences do compositor, e acabou por se perder.Sua segunda ópera Treemonisha é a mais antiga ópera conhecida composta por um afro-americano.
“Maple Leaf Rag” tornou-se a primeira peça instrumental a vender mais de um milhão de cópias de partituras. Embora a música de Joplin fosse muito popular, ele recebeu royalties modestos durante toda a sua vida e não era considerado um compositor sério. Foi reconhecido apenas postumamente,  em 1972, quando seu trabalho foi republicado e aclamado, tanto pelo público como pela comunidade acadêmica. Em 1973, sua música foi caracterizada como um retrato do movimento "ragtime". Em 1976, Treemonisha ganhou o Prémio Pulitzer de Música.

## Treemonisha
Treemonisha (1911) é uma ópera do compositor americano de ragtime Scott Joplin. Às vezes é chamada de "ópera ragtime", embora Joplin não se referisse a ela como tal e abrange uma ampla gama de estilos musicais. A música de Treemonisha inclui uma abertura e um prelúdio, juntamente com vários recitativos, coros, pequenas peças de conjunto, um balé e algumas árias. Joplin escreveu a partitura e o libreto da ópera, que segue em grande parte a forma da ópera europeia com muitas árias, conjuntos e coros convencionais. 
Em junho de 2003, Rick Benjamin e a Paragon Ragtime Orchestra estrearam sua versão da ópera Treemonisha de Scott Joplin no Stern Grove Festival em San Francisco. Um livro de 204 páginas amplamente comentado e uma gravação de dois CDs da orquestração de Benjamin foram lançados em 2011. Em outubro de 2013, o encenador Nicolás Isasi dirigiu a estreia de Treemonisha pela primeira vez na Argentina, com uma equipe de 60 jovens artistas, no Teatro Empire, em Buenos Aires.

## Prêmios e homenagens
- 1970: Joplin é incluído no Songwriters Hall of Fame da National Academy of Popular Music.[5]

- 1976: Joplin é agraciado postumamente com o  Prémio Pulitzer de Música, por sua contribuição à música.[6]

- 1977: A  Motown Productions  produz o filme Scott Joplin, que conta a história do músico.[7]

- 1983: O  Serviço Postal dos Estados Unidos  cria um selo em homenagem ao músico.[8]

- 1989: O nome de Joplin recebe uma estrela na St. Louis Walk of Fame.[9]

## Obra
Em ordem alfabética (entre parênteses, o ano de copyright):
- Antoinette (1906)
- Augustan Club Waltz (1901)
- Bethena (1905)
- Binks' Waltz (1905)
- A Breeze From Alabama (1902)
- The Cascades (1904)
- The Chrysanthemum (1904)
- Cleopha (1902)
- Combination March (1896)
- Country Club (1909)
- Great Crush Collision March (1896)
- The Easy Winners (1901)
- Elite Syncopations (1902)
- The Entertainer (1902)
- Eugenia (1906)
- Euphonic Sounds (1909)
- The Favorite (1904)
- Felicity Rag (1911) (co-autor: Scott Hayden)
- Fig Leaf Rag (1908)
- Gladiolus Rag (1907)
- Harmony Club Waltz (1896)
- Heliotrope Bouquet (1907) (co-autor: Louis Chauvin)
- I Am Thinking of My Pickanniny Days (1902) (letra: Henry Jackson)
- Kismet Rag (1913) (co-autor: Scott Hayden)
- Leola (1905)
- Lily Queen (1907) (co-autor: Arthur Marshall)
- Little Black Baby (1903) (letra: Louis Armstrong Bristol)
- Magnetic Rag (1914)
- Maple Leaf Rag (1899)
- March Majestic (1902)(nr)
- The Nonpareil (1907) (nr)
- Original Rags (1899) (arreglos: Chas. N. Daniels)
- Palm Leaf Rag (1903)
- Paragon Rag (1909)
- Peacherine Rag (1901)
- A Picture of Her Face (1895)
- Pine Apple Rag (1908)
- Pleasant Moments (1909)
- Please Say You Will (1895)
- The Ragtime Dance (1902)
- The Ragtime Dance (1906)
- Reflection Rag (1917)
- The Rose-bud March (1905 nr)
- Rose Leaf Rag (1907)
- Sarah Dear (1905) (letra: Henry Jackson)
- School of Ragtime (1908)
- Scott Joplin's New Rag (1912)
- Searchlight Rag (1907)
- Silver Swan Rag (1971 ver)
- Solace (1909)
- Something Doing (1903) (co-autor: Scott Hayden)
- Stoptime Rag (1910)
- The Strenuous Life (1902)
- Sugar Cane (1908)
- Sunflower Slow Drag (1901) (co-autor: Scott Hayden)
- Swipsey (1900) (co: Arthur Marshall)
- The Sycamore (1904)
- Treemonisha (1911 opera)
- Wall Street Rag (1909)
- Weeping Willow (1903)
- When Your Hair Is Like the Snow (1907) (letra: Owen Spendthrift)